# Dánia vasúttársaságainak listája

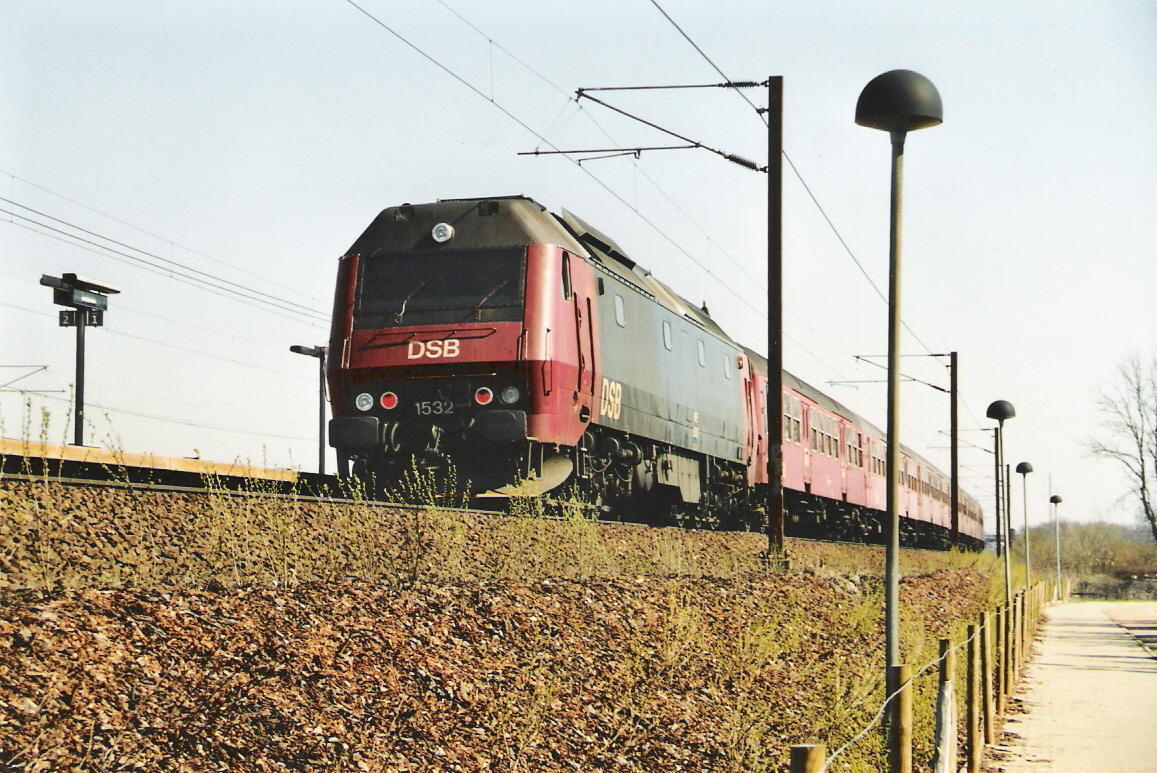
Személyvonat Dániában a vörös/fekete festés bevezetésekor 1972-ben

Ez a lista Dánia vasúttársaságainak nevét tartalmazza.

## Vasúttársaságok
- DSB - Danske Statsbaner
- AD - Arriva Danmark
- CFL - CFL Cargo Danmark
- GDS - Gribskovbanen
- HFHJ - Frederiksværkbanen (Hillerød-Frederiksværk-Hundested Jernbane)
- HHGB - Hornbækbanen (Helsingør-Hornbæk-Gilleleje Jernbane)
- HHJ - Odderbanen (Hads-Ning Herreders Jernbane)
- HL - Hovedstadens Lokalbaner A/S
- LJ - Lollandsbane
- LN - LilleNord
- LNJ - Lyngby-Nærum Jernbane
- NJ - Nordjyske Jernbaner
- ØSJS - Østbanen (Østsjællandske Jernbaneselskab)
- RD - Railion Danmark
- VL - Vestsjællands Lokalbaner (former OHJ-HTJ)
- VLTJ - Lemvigbanen (Vemb-Lemvig-Thyborøn Jernbane)
- VNJ - Vestbanen (Varde-Nørre Nebel Jernbane)
- Railpool